# San Joaquin Valley
San Joaquin Valley (česky údolí sv. Jáchyma) je rozlehlé údolí ve střední části Kalifornie, ve Spojených státech amerických. Společně se severní polovinou, údolím Sacramento Valley, tvoří Velké kalifornské údolí. San Joaquin Valley má délku okolo 380 km a průměrnou šířku přibližně 80 km, je delší a širší než severní Sacramento Valley. Hlavní řekou v údolí je San Joaquin. Údolí se svažuje z jihu k severu, na jihovýchodě, v oblasti Kettleman Hills, dosahuje nadmořské výšky až 400 m. Obě údolí se setkávají v zamokřených nížinách delt obou řek, Sacramento a San Joaquin, východně od Sanfranciského zálivu. Směrem k jihu je údolí sušší a má rovněž sušší podnebí než severní Sacramento Valley. San Joaquin Valley je na západě obklopené Kalifornským pobřežním pásmem, na východě pohořím Sierra Nevada, jih uzavírá Tehachapi Mountains, které je součástí pásma Transverse Ranges. Oblast je významná z hlediska zemědělství. Pěstuje se zde především vinná réva, oříšky, bavlna, citrusové plody a zelenina.
Z větších měst zde leží Stockton, Fresno a Bakersfield.

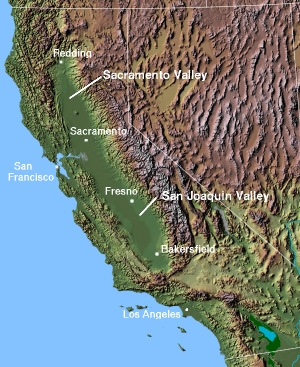
Velké kalifornské údolí, na jihu údolí San Joaquin Valley